# Ardis
Cet article possède un paronyme, voir ARDHIS.
Ardis, est un hypermarché et centre commercial algérien ouvert en 2012 à Alger, appartenant au groupe Arcofina. Ardis ouvre un second magasin à Oran de 2016 à 2021.

## Historique
Le 5 juillet 2012, le premier hypermarché Ardis a ouvert ses portes à Mohammadia, dans la banlieue d'Alger. Le centre commercial est ouvert tous les jours de la semaine de 09h à 00h. Le complexe est composé d'un hypermarché Ardis, de 49 boutiques, de 5 restaurants et d'un parc aquatique. Un grand parking à ciel ouvert pour plus de 5 000 places de stationnement. Ardis offre également à ses clients la possibilité d'acheter en ligne.
Le deuxième a ouvert en 2016 à Bir El Djir, dans la wilaya d'Oran. Il dispose d'une vingtaine de magasins pour une surface de vente globale de 1 300 m2 et est également doté de deux grands espaces de restauration. Il ferme en 2021.